# Fervaches
Fervaches es una comuna delegada francesa situada en el departamento de Mancha, de la región de Normandía.

## Historia
Fervaches era una comuna francesa que el uno de enero de 2016 pasó a ser una comuna delegada de la comuna nueva de Tessy-Bocage al fusionarse con la comuna de Tessy-sur-Vire.
El uno de enero de 2018 pasó a ser una comuna delegada de la comuna nueva de Tessy-Bocage al fusionarse con las comunas de Pont-Farcy y Tessy-sur-Vire.

## Demografía
| Gráfica de evolución demográfica de Fervaches entre 1800 y 2015 |
|                                                                 |

Los datos demográficos contemplados en este gráfico de la comuna de Fervaches se han cogido de 1800 a 1999 de la página francesa EHESS/Cassini, y los demás datos de la página del INSEE.